# Coreglia Antelminelli
Coreglia Antelminelli là một đô thị ở tỉnh Lucca trong vùng Toscana, có cự ly khoảng 70 km về phía tây bắc của Florence và khoảng 25 km về phía bắc của Lucca. Tại thời điểm ngày 31 tháng 12 năm 2004, đô thị này có dân số 4.983 người và diện tích là 52,8 km².
Đô thị Coreglia Antelminelli có các frazioni (đơn vị trực thuộc, chủ yếu là các làng) Lucignana, Gromignana, Tereglio, Ghivizzano, Piano di Coreglia, Calavorno, và Vitiana.
Coreglia Antelminelli giáp các đô thị: Abetone, Bagni di Lucca, Barga, Borgo a Mozzano, Fiumalbo, Gallicano, Pievepelago.